# Jacques Poos

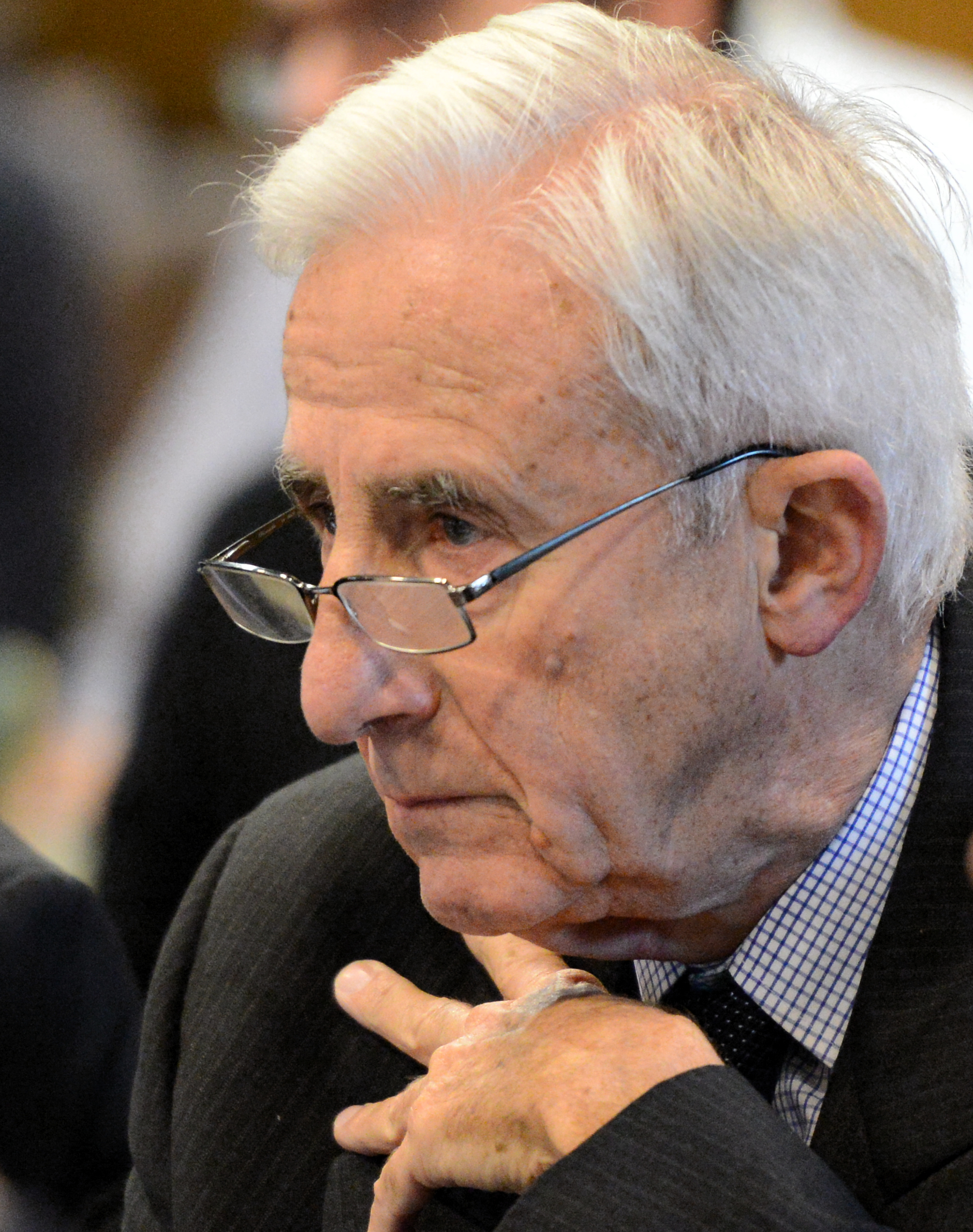
Jacques F. Poos (2014)

Jacques François Poos (* 3. Juni 1935 in Luxemburg; † 19. Februar 2022) war ein luxemburgischer Politiker.

## Studium und berufliche Laufbahn
Nach dem Schulbesuch absolvierte er ein Studium der Handels- und Wirtschaftswissenschaften in Lausanne, das er 1959 beendete. Anschließend wurde er Angestellter im Staatsdienst, zunächst als Attaché im Wirtschaftsministerium sowie von 1962 bis 1964 als Lehrbeauftragter im Statistischen Dienst. 1961 erfolgte seine Promotion zum Doktor der Wirtschaftswissenschaften in Lausanne. Zwischen 1964 und 1976 war er Direktor des Tageblatt, der zweitgrößten Tageszeitung von Luxemburg.
Zwischen 1980 und 1982 war er zunächst Direktor der Banque continentale du Luxembourg (BCL) sowie danach bis 1984 Direktor der Banque Paribas Luxembourg SA.

## Politische Laufbahn

### Abgeordneter
Poos begann seine politische Laufbahn 1969 mit der Wahl zum Mitglied des Gemeinderates von Esch-sur-Alzette, dem er bis 1976 angehörte. 1974 wurde er erstmals zum Mitglied der Abgeordnetenkammer (Chambre des Députés) gewählt. Dort vertrat er bis 1999 die Interessen der Lëtzebuerger Sozialistesch Aarbechterpartei (LSAP).

### Minister in den Regierungen von Thorn, Santer und Juncker
Am 21. Juli 1976 wurde er zum Finanzminister in das Kabinett von Gaston Thorn berufen. In dieser Funktion war er zugleich Gouverneur der Weltbank, des Internationalen Währungsfonds (IWF) und der Europäischen Investitionsbank (EIB). Diese Ämter bekleidete er bis zum Ende der Koalition der LSAP mit der Demokratesch Partei (DP) von Thorn am 16. Juli 1979.
Am 20. Juli 1984 bildete die LSAP zusammen mit der Christlich Sozialen Volkspartei (CSV) eine Koalitionsregierung. Premierminister Jacques Santer berief ihn daraufhin zum Stellvertretenden Premierminister sowie zum Minister für Auswärtiges, Außenhandel und Zusammenarbeit. Diese Ämter übte er auch unter dem ab 20. Januar 1995 amtierenden Premierminister Jean-Claude Juncker bis zum 7. August 1999 aus. Als Außenminister war er zugleich im zweiten Halbjahr 1985, ersten Halbjahr 1991 sowie im zweiten Halbjahr 1997 Präsident des Rats der Europäischen Union.
Zwischen 1984 und 1989 war er zugleich Minister für Wirtschaft, Mittelstand und Schatz sowie vom 14. Juli 1989 bis zum 13. Juli 1994 Verteidigungsminister.

### Mitglied des Europaparlaments
Bei der Parlamentswahl 1999 trat Poos nicht erneut als Spitzenkandidat der LSAP an. Stattdessen wurde er zum Mitglied des Europäischen Parlaments gewählt. Während dieser Zeit war er zugleich Vizepräsident des Europaparlaments. 2004 zog er sich aus dem aktiven politischen Leben zurück.